# فيتالي فولكوف
فيتالي فولكوف (بالروسية: Волков, Виталий Владимирович)‏ (22 مارس 1981 بموسكو في روسيا - ) هو لاعب كرة قدم روسي في مركز الوسط. لعب مع توربيدو موسكو وتوم تومسك وروبين كازان ونادي توبول ونادي فولغا نيجني نوفغورود وأوكزهيتبيس ‏.

## وصلات خارجية
- فيتالي فولكوف على موقع قاعدة بيانات كرة القدم.إي يو (الإنجليزية)
- فيتالي فولكوف على موقع Soccerway.com (الإنجليزية)